# کلیمیار
کلیمیار (روسی: Келимяр) یک رودخانه در استان یاقوتستان کشور روسیه است.